# Ямана Токійосі
Ямана Токійосі (*山名時義, 1346 — 29 травня 1389) — середньовічний японський військовий та політичний діяч періоду Муроматі.

## Життєпис
Походив з самурайського роду Ямана. Шостий син Ямана Токіюдзі, сюго провінції Вакаса. Народився у 1346 році. У 1363 році вперше брав участь разом з батьком у військовому поході — на боці Асікаґа Такафую, що перейшов на бік Південної династії. У складі цих військ увійшов до Кіото. У 1366 році батько перейшов на бік сьогуна Асікаґа Йосіакіра, допомігши придушити повстання роду Ямада. За це рід Ямана отримав 4 провінції.
У 1371 році після смерті батька новим головою клану став старший брат Токійосі — Ямана Моройосі. Того ж року сам Ямана Токійосі стає сюго провінції Окі. У 1372 року розпочав зведення потужного замку Коносуміяма, яке було завершено 1374 року. У 1375 року його призначено самурай-докоро, що істотно розширило вплив у державі.
У 1376 році після смерті Моройосі очолює клан Ямана. Того ж року призначається сюго провінції Тадзіма. У 1379 році призначено сюго провінції Біно. Поступово зміцнював свої позиції в адміністрації сьогунату, водночас розширював владу в провінціях Японії. До 1384 року контролював вже 11 провінцій з 66. Завдяки цьому рід Ямана набув вищої потуги й впливу.
Помер у 1389 році. Йому спадкував старший син Ямана Токіхіро.